# درسة سوداء الرأس
دُرَّسَة سوداء الراس أو صُفراية الشعير سوداء الرأس (الاسم العلمي: Emberiza melanocephala) (بالإنجليزية: Black-headed Bunting)‏، هو طائر ينتمي إلى عنبريات (فصيلة: Emberizidae). موطنه يمتد من الهند إلى أطراف أوربة. يعد من ضوارب لبنان ويقيم في ربوعه بعض الوقت.

## انظر أيضا

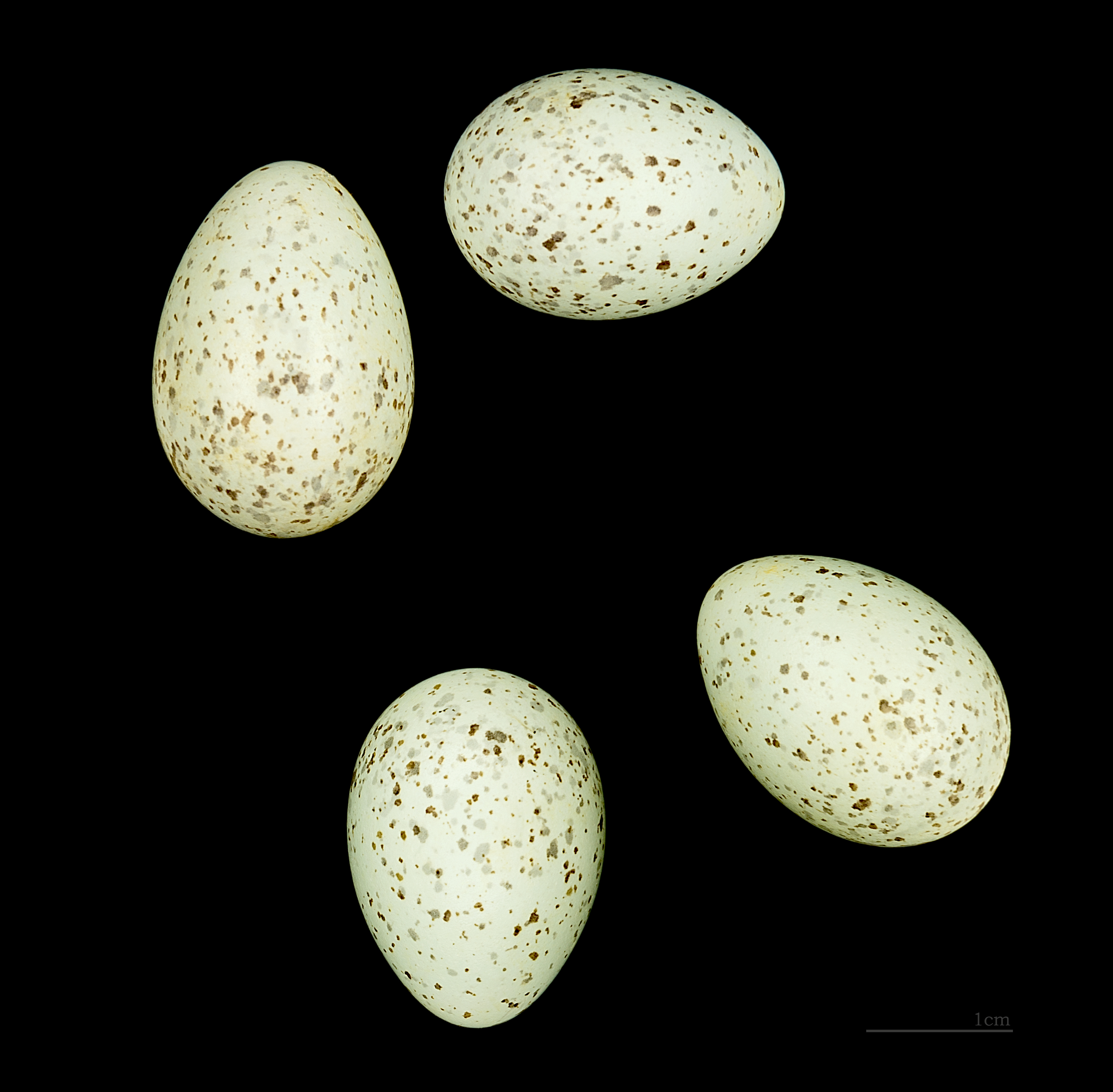
Emberiza melanocephala